# Saint-Julien-du-Sault
Saint-Julien-du-Sault é uma comuna francesa na região administrativa de Borgonha-Franco-Condado, no departamento de Yonne. Estende-se por uma área de 23,75 km². Em 2010 a comuna tinha 2 343 habitantes (densidade: 98,7 hab./km²).